# Lomariopsidaceae
Lomariopsidaceae, porodica papratnica u redu osladolike. Pripada joj 4 roda sa 61 vrstom u tropskim krajevima Starog i Novog svijeta, i s vrlo malo vrsta u umjerenoj zoni. Po drugima, ovo ime je sinonim porodici Polypodiaceae.
Ime porodice dolazi po trajnicama penjačicama lomarijopsis (Lomariopsis). Imaju širok raspon staništa, rastu na stijenama i liticama, penju se uza stabla stabala ili su potpuno epifitske.

## Rodovi
1. Cyclopeltis J. Sm. (7 spp.)
2. Dryopolystichum Copel. (1 sp.)
3. Dracoglossum Christenh. (2 spp.)
4. Lomariopsis Fée (52 spp.)